# Creedit
Creedit là một khoáng vật hydroxide calci nhôm sunfat floride với công thức Ca3Al2SO4(F,OH)10•2(H2O). Creedit tạo thành tinh thể lăng trụ đơn nghiêng không màu, trắng đến tím. Nó thường xuất hiện ở dạng hình kim tỏa tia của các tinh thể lăng trụ. Khoáng vật trong suốt đến trong mờ với chiết suất nα = 1,461 nβ = 1,478 nγ = 1,485. Độ cứng Mohs là 3,5 đến 4 và tỉ trọng là 2,7.
Creedit được mô tả lần đầu vào năm 1916 từ Creed Quadrangle ở hạt Mineral, Colorado. Nó là sản phẩm của quá trình oxy hóa mạnh của các mỏ quặng.

## Xuất hiện

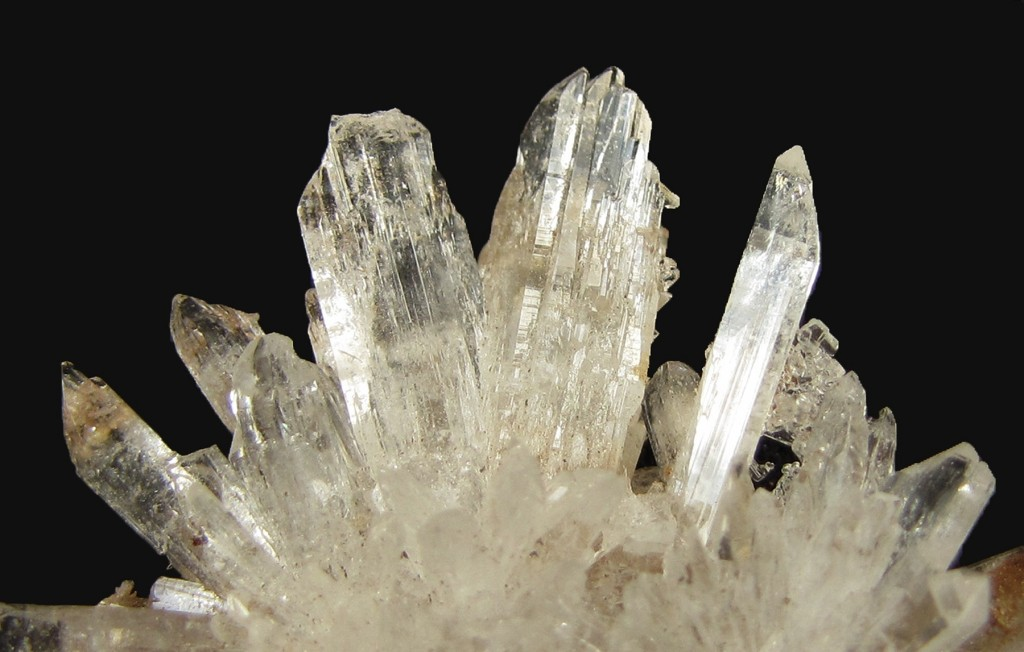
Creedit, ở mỏ Sb-Au Qinglong, Tình Long, Quý Châu, Trung Quốc. Kích thước: 3,4 x 3,0 x 1,3 cm

Creedit là một khoáng vật hydroxylhalide hiếm. Creedit thường hình thành từ sự oxy hóa các mỏ quặng fluorit. Creedit được đặt tên theo nơi mà nó được tìm thấy năm 1916 ở Colorado Fluorspar Co. Mine ở Wagon Wheel Gap, nằm ở Creede Quadrangle, quận Mineral, Colorado.
Khoáng vật này sau đó được tìm thấy ở các mạch fluorit gần Tonopah, quận Nye, Nevada; ở mỏ Grand Reef, quận Graham, Arizona; ở quận Darwin, quận Inyo, California. Nó cũng xuất hiện ở Potosi và các mỏ khác ở Santa Eulalia, Chihuahua, México. Nó cũng được tìm thấy ở La Paz, Bolivia; dãy núi Pamir, Tajikistan và Dzhezkazgan, Kazakhstan.

## Liên hệ địa chất

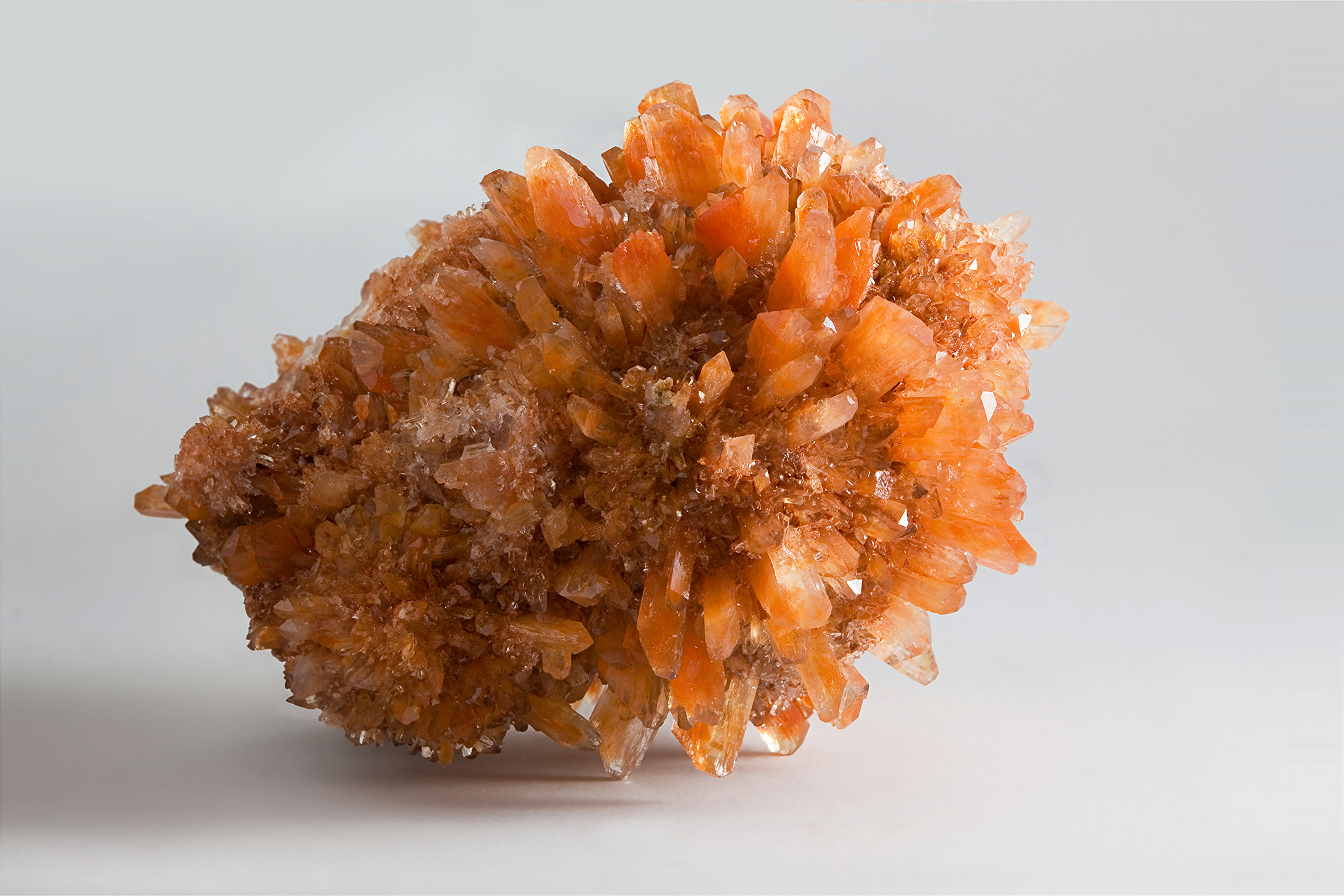
Creedite, Navidad Mine, Rodeo, Durango, México

Creedit điển hình xuất hiện với các đá biến chất cấp thấp trên nền fluorit – calcit – thạch anh hoặc nền sulfide với các sản phẩm oxy hóa. Creedit thường được tìm thấy trong tổ hợp creedit – carbonat – cyanotrichit – woodwardit – spangolit – kaolinit. Tổ hợp phổ biến hơn là creedit – limonit – kaolinit – hemimorphit – smithsonit – hydrozincit – aurichalcit. Creedit cũng xuất hiện trong cấu tạo đá skarn thường liên quan tới khoáng vật sulfide, spangolit, brochantit, linarit, limonit, cuprit, wad và kaolinit. Tóm lại, creedit thường được tìm thấy ở dạng hỗn hợp có đường kính 2 đến 3 mm và ít phổ biến hơn ở dạng tinh thể hình trụ đơn dài đến vài mm.

## Cấu tạo
Creedit ở hệ tinh thể đơn nghiêng (2/m) có nhóm không gian C2/c. Creedit cũng có mặt phản xạ cơ bản (2 0 0) và (4 0 0).

## Tham chiếu
1. 1 2  http://www.mindat.org/min-1151.html Mindat
2. ↑  http://www.webmineral.com/data/Creedite.shtml Webmineral
3. 1 2  http://rruff.geo.arizona.edu/doclib/hom/creedite.pdf Handbook of Mineralogy
4. ↑  Frau, F.; Rizzo, R.; Sabelli, C., Creedite from Sardinia, Italy: the first European Occurrence, Neues Jahrbuch Fur Mineralogie-Monashefte, pp.495–504, Nov. 1998.
5. ↑  Giuseppetti, G; Tadini, C., Structure Analysis and refinement of Bolivian Creedite, Ca3Al2F8(OH)2(SO4)*2(H2O), Neues Jahrbuch Fur Mineralogie-Monashefte, pp.69–78, 1983

- Kiselva, I. A.; Ogorodova, L.P.; Mel'Chalkova, L.V.; Getmanskaya, T.I., Enthalphy of Formation of Creedite Ca3Al2F8.25(OH) (1.75)(SO4) Center dot 2H(2) O, Geochemistry International, pp. 1026–1030, OCT 2002.
- Frau, F.; Rizzo, R.; Sabelli, C., Creedite from Sardinia, Italy: the first European Occurrence, Neues Jahrbuch Fur Mineralogie-Monashefte, pp. 495–504, NOV 1998.
- Giuseppetti, G; Tadini, C., Structure Analysis and refinement of Bolivian Creedite, Ca3Al2F8(OH)2(SO4)*2(H2O), Neues Jahrbuch Fur Mineralogie-Monashefte, pp. 69–78, 1983.
- Fleischer, M, Probable Identity of Belyankite With Creedite, Hoa Kỳ Geological Survey, March 12, 1992.
- K, Robert B., Creedite: Cresson Mine, Cripple Creek Teller County, Colorado. Rocks & Minerals, pp422–427, OCT 2008.
- Foshag, W. F., (1932) Creedite from Nevada: Am. Mineral., 17, 75–77.